# Spirorbis ammonita
Spirorbis ammonita är en ringmaskart som beskrevs av Schmidt in Mörch 1863. Spirorbis ammonita ingår i släktet Spirorbis och familjen Serpulidae. Inga underarter finns listade i Catalogue of Life.